# Guerino Mazzola
Guerino Mazzola (* 2. Februar 1947 in Uster) ist ein Schweizer Mathematiker, Musikwissenschaftler, Jazz-Pianist und Buchautor.

## Leben
Mazzola studierte 1966 bis 1971 an der Universität Zürich Mathematik, Kristallographie und Theoretische Physik. Er promovierte 1971 in Mathematik bei Herbert Groß und Bartel Leendert van der Waerden (Der Satz über die Zerlegung Finslerscher Zahlen in Primfaktoren), war dann als Post-Doc in Paris und Rom und habilitierte sich 1980 in algebraischer Geometrie und Darstellungstheorie. Im Jahr 2000 wurde er mit der Medaille der Mexikanischen Mathematikgesellschaft bedacht. Zusätzlich habilitierte er sich 2003 im Wissenschaftlichen Rechnen, ebenfalls an der Universität Zürich, nachdem er zuvor schon z. B. Kompositions-Software (Presto) entwickelt hatte. Gegenwärtig ist Mazzola Professor an der School of Music der University of Minnesota. Er war auch Gastprofessor unter anderem an der École normale supérieure. Von 2007 bis 2021 war er der Präsident der Society for Mathematics and Computation in Music.
Mazzola hatte schon als Kind klassischen Klavierunterricht und besuchte 1961 bis 1964 die (erste, nur kurzfristig bestehende) Jazz-Schule in Zürich. Ab den 1970er Jahren trat er auch als Jazzpianist auf. Er hat verschiedene Free-Jazz-CDs mit Musikern wie Mat Maneri, Heinz Geisser, Sirone, Scott Fields, Matt Turner und Rob Brown aufgenommen.
In seinem Werk The Topos of Music der Mathematischen Musiktheorie wendet Mazzola komplexe mathematische Konzepte wie etwa die Topos-Theorie auf die Musikwissenschaft an. Seine Ausführungen sind unter Musikwissenschaftlern teils umstritten; anerkannt unter anderem durch: Alexander Grothendieck (Das ist wohl schon die Mathematik des neuen Zeitalters.), Yuri Manin, Yves André, François Nicolas und Thomas Noll, umstritten unter anderem durch: Dmitri Tymoczko (If you can’t learn algebraic geometry, he sometimes seems to be saying, then you have no business trying to understand Mozart.). Sein Buch Geometrie der Töne gibt eine Einführung in die mathematische Musiktheorie.

## Bibliographie

### Bücher
- Gruppen und Kategorien in der Musik. Hermann (1985) ISBN 3-88538-210-5.
- Geometrie der Töne. Birkhäuser (1990) ISBN 3-7643-2353-1.
- The Topos of Music, Geometric Logic of Concepts, Theory, and Performance. Birkhäuser (2002) ISBN 3-7643-5731-2.
- (mit Gérard Milmeister und Jody Weissmann) Comprehensive Mathematics for Computer Scientists I & II. hier (Memento vom 12. März 2007 im Internet Archive) and Erata hier (Memento vom 29. Juli 2007 im Internet Archive)
- Elemente der Musikinformatik. Birkhäuser (2006) ISBN 3-7643-7745-3.
- La vérité du beau dans la musique. Delatour/IRCAM (2007) ISBN 2-7521-0029-9.
- (mit Paul Cherlin) Flow, Gesture and Spaces in Free Jazz – Towards a Theory of Collaboration. Springer (2009) ISBN 978-3-540-92194-3.
- Musical Performance: A Comprehensive Approach: Theory, Analytical Tools, and Case Studies. Springer (2011) ISBN 978-3-642-11837-1.
- (mit Joomi Park und Florian Thalmann) Musical Creativity: Strategies and Tools in Composition and Improvisation. Springer (2011) ISBN 978-3-642-24516-9.
- (mit Soubhik Chakraborty, Swarima Tewari und Moujhuri Patra) Computational Musicology in Hindustani Music. Springer (2014) ISBN 978-3-319-11471-2.
- (mit Octavio Agustin-Aquino und Julien Junod) Computational Counterpoint Worlds. Springer (2015) ISBN 978-3-319-11235-0.
- (mit Maria Mannone und Yan Pang) Cool Math for Hot Music. Springer (2016) ISBN 978-3-319-42935-9.
- (mit Maria Mannone, Yan Pang, Maggie O’Brien, Nathan Torunsky) All About Music. Springer (2016) ISBN 978-3-319-47433-5.
- The Topos of Music, 2nd ed. Vol. I: Theory. Springer (2017) ISBN 978-3-319-64364-9.
- The Topos of Music, 2nd ed. Vol. II: Performance. Springer (2017) ISBN 978-3-319-64444-8.
- The Topos of Music, 2nd ed. Vol. III: Gestures. Springer (2017) ISBN 978-3-319-64481-3.
- The Topos of Music, 2nd ed. Vol. IV: Roots. Springer (2017) ISBN 978-3-319-64495-0.
- Basic Music Technology. Springer (2018) ISBN 978-3-030-00982-3.
- The Future of Music. Springer (2020) ISBN 978-3-030-39708-1.
- Making Musical Time. Springer (2021) ISBN 978-3-030-85628-1.
- Functorial Semiotics for Creativity in Music and Mathematics. Springer (2022) ISBN 978-3-030-85192-7.

### Zeitschriftenartikel
- Guerino Mazzola und Ernst Hunziker: Schönheit ist eine Frage der Symmetrie. In: Prisma – Das Schweizer Monatsmagazin, 1/2 (Jan./Febr.) 1980, S. 45–51. (Erste populärwissenschaftliche Darstellung der topologischen Dimension der Musik nach der Veröffentlichung Mazzola’s Dissertation.)
- Mathematische Musiktheorie: Status quo 1990. Jahresbericht DMV, Bd. 93, 1991, S. 6–29.

## Diskographie
- Mazzola/Piano Solo: Kelvin Null, OMP Records 1001 LP
- Mazzola/Piano Solo Akroasis, Wergo SM 1024 LP („Beethoven’s Hammerklavier-Sonate in Drehung (für Cecil Taylor)“)
- Mazzola/Moor/Sollberger: Aus dem Hinterhalt, OMP Records 1002 LP
- Q4 Orchestra: Lyons' Brood, Creative Works Records CW 1018 CD
- Guerino Mazzola: Synthesis, SToA music ST-71.1001 CD
- Jan Beran Immaculate Concept, SToA music ST-71.1002 CD
- Q4 Orchestra: Yavap, Creative Works CW 1028 CD
- Rissi/Mazzola/Geisser: Fuego, Creative Works CW 1029 CD
- Brown/Mazzola/Geisser Orbit, Music & Arts CD-1015 CD
- Mazzola/Geisser: Toni's Delight, Cadence Jazz Records 1090 CD
- Mazzola/Geisser/Fields/Turner: Maze, Quixotic Records 5002 CD
- Mazzola/Geisser/Fields/Maneri: Heliopolis, Cadence Jazz Records 1122 CD
- Mazzola/Geisser: Folia, Silkheart Records SHCD 153 CD
- Mazzola/Geisser/Rissi: Tierra, Cadence Jazz Records 1130 CD
- Mazzola/Geisser/Rissi: Agua, Cadence Jazz Records, 1150 CD
- Mazzola/Geisser: Someday, Silkheart 154 CD
- Mazzola/Geisser/Fields/Maneri: Chronotomy, BlackSaint 120173-2 CD
- Mazzola/Geisser/Kato/Saga: Live at Airegin, Ayler Records aylDL-056 CD
- Mazzola/Geisser/Rissi: Herakleitos, Ayler Records aylDL-069 CD
- Mazzola/Geisser/Rissi: Aire, Cadence Jazz Records 1130 CD
- Mazzola/Geisser/Kaiser/Sirone Liquid Bridges CD in Springer book Flow, Gesture, and Spaces
- Mazzola/Geisser/Onuma Dancing the Body of Time Cadence Jazz Records 1239 CD
- Mazzola/Park Passionate Message, Silkheart Records 159 CD
- Mazzola/Geisser/Kita Ma pfMentum PFMCD116
- Mazzola/Lubet Deep State pfMentum PFMCD119
- Mazzola/Geisser Live at Le Classique pfMentum PFMCD126
- Mazzola/Leo/Lubet/Zielinski/Holdman Negative Space pfMentum PFMCD136
- Mazzola/Lubet Subtle pfMentum PFMCD141